# Chiesa di Maria Santissima Assunta (Torchiarolo)
La chiesa di Maria Santissima Assunta è la parrocchiale di Torchiarolo, in provincia di Brindisi e arcidiocesi di Lecce; fa parte della vicaria di Squinzano.

## Storia
In base ad alcuni documenti si sa che a Torchiarolo esisteva già nel Basso Medioevo un luogo di culto intitolato all'Assunzione della Beata Vergine Maria.
Nel Cinquecento la primitiva chiesa venne sostituita dalla nuova parrocchiale; quest'ultima, originariamente composta da un'unica navata, nel XVIII secolo venne interessata da un intervento di ampliamento e di rifacimento che la trasformò a tre navate.
Nei primi anni quaranta del Novecento alcuni restauri riguardarono la chiesa, al termine dei quali, il 28 giugno 1944, fu impartita la consacrazione.
L'adeguamento liturgico della chiesa secondo le norme postconciliari venne condotto nel 1962 mediante l'aggiunta dell'ambone e dell'altare rivolto verso l'assemblea.

## Descrizione

### Esterno
La facciata a salienti della chiesa, rivolta a nordovest, è suddivisa da una cornice marcapiano in due registri, entrambi scanditi da lesene; quello inferiore, più largo, presenta al centro il portale d'ingresso, sormontato dal timpano curvilineo e affiancato da due nicchie, mentre quello superiore è caratterizzato da una finestra e da altre due nicchie e concluso dal coronamento curvilineo.
Sul fianco destro della chiesa, che guarda a sudovest, si imposta il campaniletto a vela, caratterizzato da monofore.

### Interno
L'interno dell'edificio, la cui pianta è a croce latina con cappellette laterali, si compone di tre navate, separate da pilastri sorreggenti degli archi a tutto sesto e abbellito da paraste sopra le quali si impostano i costoloni che scandiscono le volte a stella; al termine dell'aula si sviluppa il presbiterio, rialzato di alcuni gradini e chiuso dalla parete di fondo piatta.
Qui sono conservate diverse opere di pregio, tra le quali numerosi altari, affreschi e tele e la statua avente come soggetto la Madonna di Galeano.